# Coll de Milleres
El Coll de Milleres és una collada dels contraforts nord-orientals del Massís del Canigó, a 842,6 metres d'altitud, en el límit dels termes comunals de Fillols i de Taurinyà, tots dos a la comarca del Conflent, de la Catalunya del Nord. Està situat a la zona oriental del terme de Fillols, a prop i a l'est del poble d'aquest nom, i a la zona central-occidental del de Taurinyà, al sud d'aquest segon poble. És a ponent del Clot del Baladre, de Taurinyà i a llevant del càmping Les Sauterelles, de Fillols.